# دانيال كاش
دانيال كاش (بالإنجليزية: Daniel Kash)‏ مواليد 25 ابريل 1959 في مونتريال كندا ممثل كندي بداء مسيرته الفنية سنة 1986.

## الأعمال
- (1986)Aliens
- (True Confections (1991
- (The Hidden Room (1993
- (Law & Order (1995
- (Exit Wounds (2001
- (The Tuxedo (2002
- (2010) Casino Jack

## روابط خارجية
- دانيال كاش على موقع IMDb (الإنجليزية)
- دانيال كاش على موقع ألو سيني (الفرنسية)
- دانيال كاش على موقع أول موفي (الإنجليزية)
- دانيال كاش على موقع قاعدة بيانات الأفلام السويدية (السويدية)
- دانيال كاش على موقع قاعدة بيانات الفيلم (الإنجليزية)
- دانيال كاش على موقع كينوبويسك (الروسية)